# Kaituozhe-1
Kaituozhe-1 – chińska rakieta nośna przeznaczona do startów komercyjnych. Bazowała ona na pocisku balistycznym Dong Feng 31. Posiadała 3 stopnie zasilane paliwem stałym. Startowała tylko 2 razy: w 2002 z powodu awarii 2. stopnia nie doleciał na orbitę satelita o masie 50 kg, a w 2003 rakieta miała udany start pomimo informacji Chin o awarii nawigacji i separatora ładunku.